# Juan José de Aycinena y Piñol
 (novembre 2023).
Si vous disposez d'ouvrages ou d'articles de référence ou si vous connaissez des sites web de qualité traitant du thème abordé ici, merci de compléter l'article en donnant les références utiles à sa vérifiabilité et en les liant à la section « Notes et références ».
En pratique : Quelles sources sont attendues ? Comment ajouter mes sources ?
Juan José de Aycinena y Piñol, né le 29 août 1792 à Guatemala et mort le 15 février 1865 à Guatemala, est un ecclésiastique et intellectuel conservateur centraméricain. Il est président de l'Université pontificale de San Carlos Borromeo de 1825 à 1829 puis de l'Universidad Nacional de 1840 à 1865. 
En 1814, il hérite du titre de troisième marquis de Aycinena et devient évêque in partibus Trajanopolis (en) en 1859. Aycinena y Piñol a un intérêt pour le droit, possède des talents oratoires et écrit plus d'une vingtaine d'ouvrages au cours de sa vie,.

## Biographie

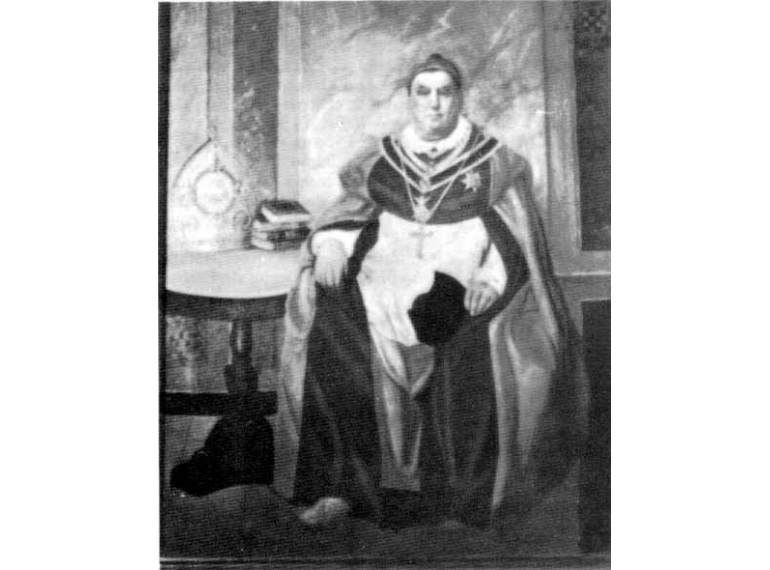
Aycinena dans les années 1850.

### Jeunesse et formation
Né au Guatemala, Aycinena y Piñol devient chef de famille à l'âge de 22 ans et est ordonné à l'âge de 26 ans. Il semble avoir reçu une éducation spéciale avec des précepteurs, car il ne fréquente pas le séminaire Tridentin. Il étudie ensuite à l'Université pontificale de San Carlos et est diplômé de l'école de droit en 1811. Plus tard, il obtient un doctorat en 1821.

### Ecclésiastique
En tant que prêtre, il est curé de la cathédrale de Guatemala pendant 4 ans et devient ensuite archevêque du tribunal des procureurs. En 1822, il obtient la paroisse de Sagrario et, bien qu'il soit procureur au tribunal ecclésiastique pendant plusieurs années, il exerce la fonction de juge synodal du Guatemala de 1824 à 1859.

### Homme politique
Aycinena y Piñol participe aux évènements liés à l'indépendance des colonies espagnoles en Amérique centrale en 1821 aux côtés de son oncle Mariano de Aycinena y Piñol, qui est nommé gouverneur du Guatemala par Manuel José Arce y Fagoaga en 1827. Lorsque le général hondurien Francisco Morazán décide d'envahir le Guatemala en 1829, ce dernier renverse et expulse la famille et l'ensemble des personnes liés aux Aycinena, ainsi que le clergé régulier de l'Église catholique. Aycinena y Piñol s'exile au Panama puis aux États-Unis. Sur place, il écrit la série de livres Toro Amarillo qui critique sévèrement le gouvernement libéral de la République fédérale d'Amérique centrale.
Il retourne au Guatemala en 1837 et travaille avec le gouvernement libéral agonisant afin de rétablir l'ordre dans le pays. Il participe à une Déclaration des droits de l'homme, similaire à celle de la Révolution française. Malheureusement, l'application de cette charte s'avère pratiquement nulle. Aycinena se fait élire représentant du Conseil consultatif intérimaire au Congrès fédéral en 1838 pour la province de Totonicapán. Il est ministre du gouvernement de Mariano Rivera Paz, ainsi que député de l'Assemblée constituante au nom de l'université (1851-1856) et du département de Verapaz (1856-1865). Ses idées, ses décisions, ses écrits reflètent son désir d'avoir une stabilité sociale basée sur les valeurs catholiques[réf. nécessaire].

### Gouvernement de Rafael Carrera

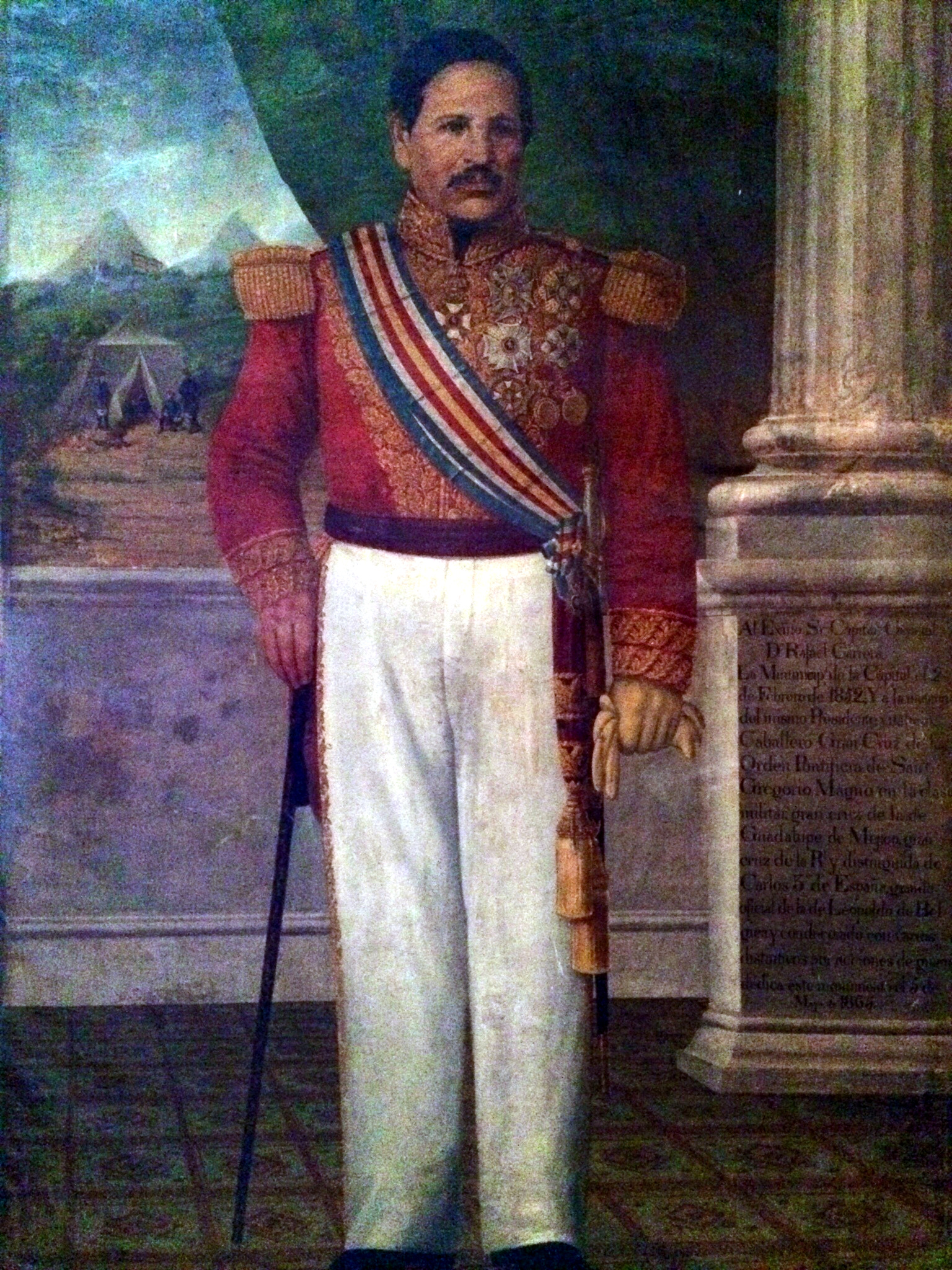
Capitaine-général Rafael Carrera, président à vie du Guatemala.

Avec bon nombre d'intellectuels de la famille Aycinena, il favorise l'arrivée au pouvoir de Rafael Carrera. Quand ce dernier parvient à consolider son pouvoir, Aycinena est nommé président de l'Universidad Nacional en 1840. Ralph Woodward écrit de lui : « Pendant la présidence de Rafael Carrera, Piñol et sa famille, qui ont des contacts étroits avec l'Église catholique, ont une énorme influence sur la politique et l'éducation au Guatemala ».
Il travaille comme représentant guatémaltèque, étant notamment ministre des Affaires ecclésiastiques et membre du conseil d'État (1855-1862). Il favorise également le retour des Jésuites au Guatemala en 1851. Finalement, sous son inspiration et l'action de son frère, Pedro de Aycinena y Piñol, un concordat est signé en le gouvernement guatémaltèque et le Saint-Siège.

## Diocèse
Sous recommandation du président Rafael Carrera, il est nommé évêque in partibus de Trajanopolis.

## Famille

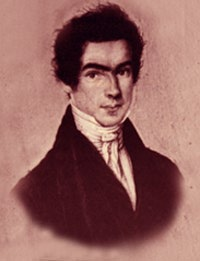
Mariano de Aycinena y Piñol (1789–1855)
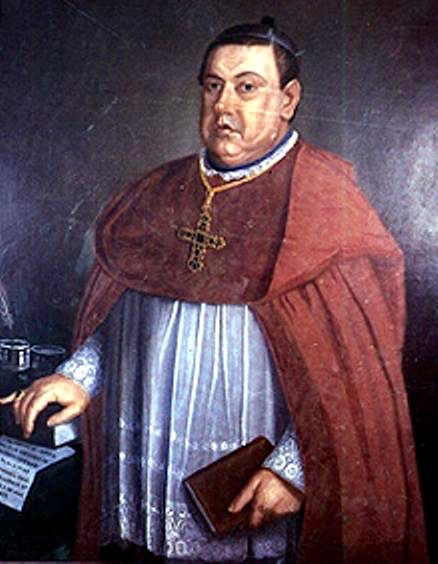
Juan José de Aycinena y Piñol (1792-1865)
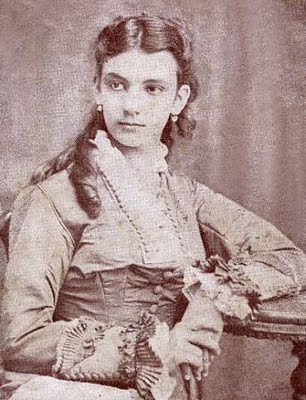
María Josefa García Granados (1795-1848)
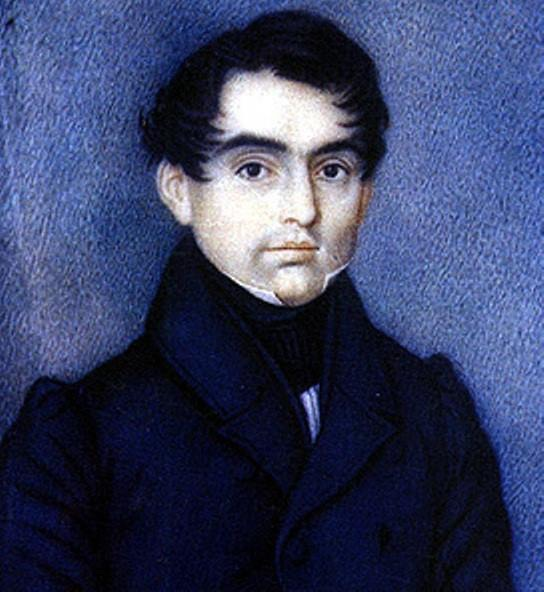
Manuel Francisco Pavón Aycinena (1798-1855)
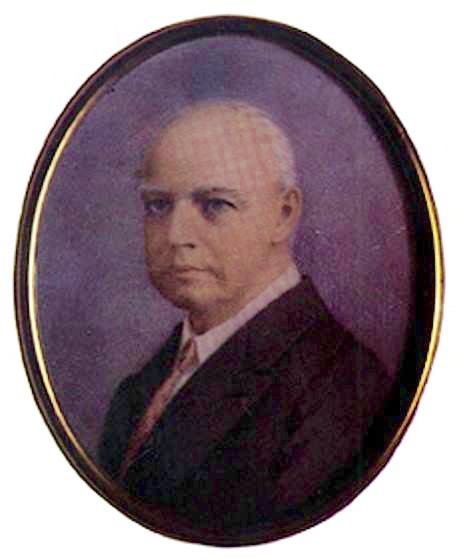
Pedro de Aycinena y Piñol (1802-1897), Président du Guatemala (avril-mai 1865)
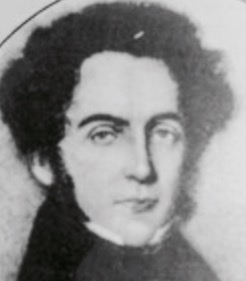
Luis Batres Juarros (1802-1862), maire de Guatemala (1845-1846)

## Historiographie
Il est critiqué par les historiens libéraux en raison de sa proximité relationnelle avec plusieurs membres du gouvernement conservateur du général Rafael Carrera et pour avoir contribué à l'élimination de la possibilité de créer une union des nations centraméricaines voulue par les libéraux,. Entre 1980 et 2010, sa participation aux décisions du gouvernement est revue de façon plus objective,. 